# Carl Johan Kuylenstierna
Carl Johan Gammal (Carl-Jan) Kuylenstierna, född 31 januari 1816 på Stora Kinnared i Kinnareds socken, död 16 mars 1891 på Sperlingsholm i Övraby socken, var en svensk godsägare och hovfunktionär.

## Biografi
Carl Johan Kuylenstierna var son till Carl Johan Alexander Kuylenstierna och Elisabet Maria Gammal Ehrencrona. Han blev kadett vid Karlberg i januari 1830 och utexaminerades därifrån 30 augusti 1834. Därefter var han kornett och sedermera löjtnant vid Skånska husarregementet fram till 1848 då han tog avsked ur krigstjänst. Han blev kammarherre vid Hovstaterna i november 1860. 
Efter sin morfar ärvde han godset Susegården i Kvibille socken i Halland. Han blev även ägare till godset Marielund i Kvibille socken och Fröslida gård i Torups socken i Halland. År 1866 köpte han även godset Sperlingsholm i Övraby socken strax öster om Halmstad i Halland.
Han gifte sig 1842 med Charlotta Fredrika Eufrosyne Ehrenborg, född 7 september 1815. De fick nio barn varav sju uppnådde vuxen ålder. Hon avled på Susegården 21 oktober 1861. Kuylenstierna gifte om sig 1866 i Uppsala med Augusta Sofia Elisabet Tham, född 15 augusti 1833. Hon födde sonen Carl Sebastian Kuylenstierna 1869 som senare kom att ta över godset Sperlingsholm. Hon avled där 24 september 1922.
Carl Johan överlät 1888 godset Susegården till sin dotter Fredrika Emilia Juliana Kuylenstierna (1856–1931) och hennes man Sebastian Tham. År 1889 överläts även Marielund till Sebastian Tham.